# 克劳斯·瓦格纳
克劳斯·瓦格纳（德語：Klaus Wagner，1922年1月16日—2001年8月16日），德国男子马术运动员。他曾代表德国、德国联队、西德参加1952年、1956年、1960年和1968年夏季奥林匹克运动会马术比赛，其中1952年奥运会获得一枚银牌。